# Schizonycha infarsa
Schizonycha infarsa är en skalbaggsart som beskrevs av Louis Albert Péringuey 1904. Schizonycha infarsa ingår i släktet Schizonycha och familjen Melolonthidae. Inga underarter finns listade i Catalogue of Life.